# ژان باشله
ژان باشله (فرانسوی: Jean Bachelet‎؛ ‏ ۸ اکتبر ۱۸۹۴ – ۲۶ فوریهٔ ۱۹۷۷) فیلم‌بردار اهل فرانسه بود.

## گزیده فیلمشناسی
از فیلم‌هایی که وی در آن‌ها نقش داشته‌است، می‌توان به نانا (۱۹۲۶)، گرداب سرنوشت (۱۹۲۵)، مارکیتا (۱۹۲۷)، دخترک کبریت‌فروش (۱۹۲۸)، مادام بوواری (۱۹۳۴)، جرم موسیو لانگه (۱۹۳۶)، قاعده بازی (۱۹۳۹) و رونق پاریس (۱۹۵۳) اشاره نمود.